# A festa do chibo
La fiesta del chivo (Brasil: A festa do bode / Portugal: A festa do chibo) de 2000 é um romance do escritor hispano-peruano Mario Vargas Llosa, prêmio Nobel de Literatura em 2010. O livro se ambienta na República Dominicana e retrata o assassinato do ditador dominicano Rafael Leónidas Trujillo e as suas sequelas, de dois pontos de vista, com uma geração de diferença: durante e imediatamente após o assassinato em si, em maio de 1961, e trinta e cinco anos mais tarde. Em tudo, também há uma ampla reflexão sobre o apogeu da ditadura, na década de 1950, e sua importância para a ilha e seus habitantes.
O romance segue três linhas narrativas entrelaçadas. A primeira refere-se a uma mulher, Urania Cabral, que está de volta à República Dominicana, após uma longa ausência, para visitar o seu pai doente, e que termina recordando os incidentes de sua juventude e revelando um antigo segredo à sua tia e primas. A segunda história centra-se no último dia na vida de Trujillo desde o momento em que acorda em adiante, e nos mostra o círculo interno do regime, em que o pai de Urania pertenceu. 
A terceira história descreve os assassinos de Trujillo, muitos dos quais tinham sido leais ao governo, enquanto esperam o carro do Presidente tarde nessa noite. Após o assassinato, esta história mostra-nos a perseguição aos assassinos. A cada aspecto da trama do livro mostra uma visão diferente sobre a República Dominicana em seu meio político e social, no passado e no presente. 
Mostra-se aos leitores a espiral descendente do regime, o assassinato de Trujillo, e as suas consequências através dos olhos de pessoas com informação privilegiada, os conspiradores, e uma mulher de média idade contemplando o seu passado. A novela é, pois, um retrato caleidoscópico do poder ditatorial, incluídos seus efeitos psicológicos, e seu impacto em longo prazo. Os temas  da novela incluem a natureza do poder e a corrupção, e sua relação com o machismo e a perversidade sexual numa sociedade rigidamente hierárquica com papéis de género rígidos. 
A memória, e o processo de recordar, é também um tema importante, sobretudo na narrativa de como Urania recorda a sua juventude na República Dominicana. A sua história (e o livro como um todo) termina quando ela narra os terríveis acontecimentos que conduziram a sua saída do país anso 14 anos. O livro serve como um lembrete das atrocidades da ditadura, a fim de que os perigos do poder absoluto sejam recordados por uma nova geração. 
Uma história a cavalo entre a ficção e a realidade que se passa na República Dominicana sobre a ditadura do general Trujillo (o Chibo). O regresso ao país da protagonista -Urania Cabral- que sendo uma menina saiu para os Estados Unidos antes do atentado que acabou com a vida do ditador, é a desculpa para, mediante uma analepse, nos contar a história da sua família (relacionada com o regime), nos últimos dias da ditadura e a transição para a democracia que se abriu com a morte do ditador. O romance está bem estruturado com capítulos que se alternam entre as lembranças da protagonista, o próprio general Trujillo e as pessoas que cometeram o atentado.
A festa do chibo recebeu comentários positivos em grande parte, com os críticos do livro destacando a representação da relação entre a sexualidade e o poder, e as descrições explícitas de factos violentos. Uma versão cinematográfica da novela estreou em 2005, protagonizada por Isabella Rossellini, Paul Freeman, e Tomadas Milian, escrita por José Alberto Ponsilio.